# Masamune Kadoya
Masamune Kadoya er en figur fra tv-serierne Beyblade: Metal Masters og Beyblade: Metal Fury. Han tror, der han er den "Number 1 Blader", men er kun hybris.